# Red Sky (película de 2014)
Red Sky (título provisional: Kerosene Cowboys) es una película de 2014 de acción y suspenso dirigida por Mario Van Peebles y protagonizada por Cam Gigandet, Shane West y Rachael Leigh Cook. Adam Prince escribió la adaptación al cine basada en la historia por Nikolay Suslov y Dave Riggs, que a cambio basó la historia en personajes de la novela Kerosene Cowboys: Manning the Spare por Randy Arrington. Es una coproducción rusa-estadounidense (Svarog Films y Afterburner Films), apoyada por las fuerzas militares rusas y estadounidenses. La película ha sido descrita como un "estilo Top Gun" sobre los pilotos de un escuadrón de élite naval.

## Sinopsis
En 2001 en Irak, a dos pilotos de la Marina Americana - Butch Masters y Tom Craig - se les ha ordenado bombardear una planta abandonada. La orden parece ser falsa. Los expertos estadounidenses son asesinados en la planta. Un dispositivo químico secreto, llamado "Rainmaker" diseñado para la destrucción de campos de aceite, es robado. Los tribunales militares no pueden probar las intenciones de los pilotos, y les da una baja deshonrosa. Después de 7 años, Craig es rico y famoso. Maneja un equipo de pilotos privado, trabajando para Top Gun y para películas. Masters es un mecánico común en un pequeño aeropuerto. Todavía trata de investigar su viejo caso, y sueña en su propio equipo de pilotos. Para obtener una licencia para volar aviones de combate Rusos, Masters va hacia San Petersburgo, donde se encuentra con viejos amigos y nuevos problemas. Al mismo tiempo, un grupo terrorista kurdo planea capturar una parte del norte de Irak y empezar un nuevo estado kurdo allí. Planean utilizar a "Rainmaker" para campos de aceite allí y hacer que los estadounidenses pierdan interés en esas tierras. La base de los terroristas está ubicada en el norte de Irán, y no puede ser localizado por los militares de Estados Unidos. La inteligencia de la Marina le ofrece a Masters limpiar su nombre al hacer una misión secreta hacia Irán con un equipo de pilotos retirados. Utilizando aviones sin identificación, tienen que bombardear la base y destruir el "Rainmaker". Condenado a muerte, traicionado por sus amigos, dejado en el desierto sirio, Masters y su equipo encuentran apoyo inesperado de un grupo ruso de combate . Los rusos y los americanos van a una batalla final.

## Elenco
- Cam Gigandet interpreta a Butch Masters, un piloto.[1]
- Shane West interpreta aTom Craig, su mejor amigo convertido en enemigo.[1]
- Rachael Leigh Cook interpreta a una periodista de investigación y el interés amoroso del personaje de Gigandet.[1]
- Troy Garity interpreta a un piloto de la Armada de Combate.[2]
- Jason Gray-Stanford interpreta a un piloto de la Armada de Combate.[2]
- Jacob Vargas interpreta a un piloto de la Armada de Combate.[2]
- JC Chasez[2]
- Kyle T. Heffner interpreta a un agente de gobierno.[2]

|               |             |                    |
| Cam Gigandet. | Shane West. | Rachel Leigh Cook. |